# Пратт, Вон Рональд
Вон Рональд Пратт (англ. Vaughan Ronald Pratt, род. 12 апреля 1944 года, Мельбурн, Австралия) — эмерит-профессор Стэнфордского университета, один из первопроходцев теоретической информатики. С 1969 г. Пратт внёс существенный вклад в такие основополагающие области как алгоритмы поиска, сортировки и проверки простоты. Его более современные исследования сосредоточены на формальном моделировании конкурентных систем и пространств Чу. Работы Пратта выделяются применением к информатике моделей из различных областей математики — геометрии, линейной и общей алгебры, математической логики.

## Карьера
В 1970 году Пратт защитил магистерскую диссертацию в Сиднейском университете в области, известной сейчас как обработка естественного языка. После этого он переехал в США, где спустя 20 месяцев защитил докторскую диссертацию под руководством Дональда Кнута. Темой его работы был анализ сортировки Шелла и сортирующих сетей.
Пратт занимал должность ассистент-профессора в MIT с 1972 год по 1976 год, а затем экстраординарного профессора с 1976 год по 1982 год. В 1974 году, совместно с Кнутом и Моррисом, Пратт закончил и формализовал работу, начатую им в 1970 год во время студенчества в Беркли. В результате данного соавторства появился Алгоритм Кнута — Морриса — Пратта. В 1976 год Пратт разработал систему динамической логики — модальную логику структурированного поведения.
В 1980-1981 годах Пратт взял отпуск для научной работы в MIT и перешёл в Стэнфордский университет, где в 1981 году получил профессорскую должность.
В 2000 году Пратт стал эмерит-профессором Стэнфорда.

## Основные достижения
Именем Пратта названы несколько известных алгоритмов. Предложенный Праттом сертификат простоты показал, что простота чисел может быть верифицирована за полиномиальное время. Из этого факта следовало, что задача проверки чисел на простоту лежит в классе NP, а значит, предположительно, не является co-NP полной. Впоследствии был разработан полиномиальный алгоритм проверки числа на простоту. Алгоритм Кнута — Морриса — Пратта, который Пратт разработал в начале 70-х вместе с коллегой из Стэнфорда Дональдом Кнутом независимо от Морриса, является наиболее эффективным общим алгоритмом поиска подстрок известным в наши дни. Вместе с Блюмом, Флойдом, Ривестом и Тарьяном Пратт описал медиану медиан (алгоритм BFRPT по инициалам авторов) — первый оптимальный алгоритм выбора порядковой статистики.